# Monumento al soldado desconocido (Alejandría)
El Monumento al soldado desconocido (en árabe: نصب الجندي المجهول), se localiza en el distrito Manshaya y está dedicado a los soldados desconocidos que perdieron sus vidas en las batallas navales, en la ciudad de Alejandría en Egipto.

## Historia
Fue construido bajo el reinado de Muhammad Ali de Egipto ya que esa localidad fue la base naval principal de la expedición de su hijo Ibrahim Pasha a Grecia durante la Guerra de Independencia griega, que culminó en la Batalla de Navarino.
Originalmente un monumento al Jedive Ismail , y construido por los residentes italianos de Alejandría, su estatus fue cambiado después de la revolución egipcia de 1952 para conmemorar al personal caído en batalla. La estatua de Jedive Ismail fue trasladada al Museo de Bellas Artes de Muharram Bey.